# Судан на Светском првенству у атлетици на отвореном 2011.
Судан је учествовао на 13. Светском првенству у атлетици на отвореном 2011. одржаном у Тегу од 27. августа до 4. септембра. Репрезентацију Судана представљала су 3 такмичара (3 мушкараца и 0 жена) који су се такмичили у 2 атлетске дисциплине. , 
На овом првенству Судан је освојио једну сребрну медаљу, није оборен ниједан рекорд.  Према броју освојених медаља Судан је поделио 24 место, а према табели успешности (према броју и пласману такмичара који су учествовали у финалним такмичењима (првих 8 такмичара) поделио је 41. место од 204 земље учеснице. 
| Плас. | Земља | 1. место | 2. место | 3. место | 4. место | 5. место | 6. место | 7. место | 8. место | Бр. финал. | Бод. |
| ----- | ----- | -------- | -------- | -------- | -------- | -------- | -------- | -------- | -------- | ---------- | ---- |
| =41.  | Судан | 0        | 1        | 0        | 0        | 0        | 0        | 0        | 0        | 1          | 7    |

## Учесници
Мушкарци:
- Рабах Јусиф — 400 м,
- Абубакер Каки — 800 м,
- Исмаил Ахмед Исмаил — 800 м

## Освајачи медаља

### Сребро
- Абубакер Каки — 800 м

## Резултати

### Мушкарци
| Атлетичар           | Дисциплина | Лични рекорд | Група    | Група         | Полуфинале           | Полуфинале           | Финале               | Финале      | Детаљи |
| Атлетичар           | Дисциплина | Лични рекорд | Резултат | Место         | Резултат             | Место                | Резултат             | Место       | Детаљи |
| ------------------- | ---------- | ------------ | -------- | ------------- | -------------------- | -------------------- | -------------------- | ----------- | ------ |
| Рабах Јусиф         | 400 м      | 45,13        | 45,20    | 3. у гр. 3 КВ | 45,43                | 3. у пф. 1           | Није се квалификовао | 9 / 36 (39) |        |
| Абубакер Каки       | 800 м      | 1:42,23 НР   | 1:44,83  | 1. у гр. 3 КВ | 1:44,62              | 3. у пф. 1 кв        | 1:44,41              |             |        |
| Исмаил Ахмед Исмаил | 800 м      | 1:43,82      | 1:52,33  | 6. у гр. 6    | Није се квалификовао | Није се квалификовао | Није се квалификовао | 39 / 74     |        |